# Sultan Azlan Shah Cup
De strijd om de Sultan Azlan Shah Cup is, sinds de introductie van het invitatietoernooi in 1983, uitgegroeid tot een prestigieus hockeyevenement voor mannen, dat sinds 1994 jaarlijks in een stad in Maleisië wordt gehouden. Aan de eerste editie deden vijf landen mee: Australië, India, Nieuw-Zeeland, Pakistan en gastland Maleisië. Het toernooi heette toen de Raja Tun Azlan Shah Cup, maar kreeg twee jaar later, in 1985, de huidige naam: vernoemd naar een van de leidinggevende sultans uit het bestuur van de Maleisische hockeybond. Maleisië heeft zich ten doel gesteld elk jaar één internationaal toptoernooi te huisvesten. Met als gevolg dat het land óf gastheer is van een door de wereldhockeybond FIH toegewezen evenement (zoals in 2002 met het wereldkampioenschap), óf het land organiseert een eigen toptoernooi in de vorm van de Sultan Azlan Shah Cup.

## Geschiedenis Sultan Azlan Shah Cup
| 1. Australië |
| 2. Pakistan  |
| 3. India     |
| 4. Maleisië  |

| 1. India    |
| 2. Maleisië |
| 3. Pakistan |
| 4. Spanje   |

| 1. Duitsland           |
| 2. Pakistan            |
| 3. Verenigd Koninkrijk |
| 4. Maleisië            |

| 1. India         |
| 2. Pakistan      |
| 3.GOS            |
| 4. Nieuw-Zeeland |

| 1. Verenigd Koninkrijk |
| 2. Pakistan            |
| 3. Australië           |
| 4. Maleisië            |

| 1. India         |
| 2. Duitsland     |
| 3. Nieuw-Zeeland |
| 4. Spanje        |

| 1. Zuid-Korea          |
| 2. Australië           |
| 3. Maleisië            |
| 4. Verenigd Koninkrijk |

| 1. Australië     |
| 2. Duitsland     |
| 3. Zuid-Korea    |
| 4. Nieuw-Zeeland |

| 1. Pakistan   |
| 2. Zuid-Korea |
| 3. Duitsland  |
| 4. Canada     |

| 1. Pakistan   |
| 2. Zuid-Korea |
| 3. India      |
| 4. Maleisië   |

| 1. Duitsland  |
| 2. Zuid-Korea |
| 3. Australië  |
| 4. Pakistan   |

| 1. Pakistan      |
| 2. Duitsland     |
| 3. Nieuw-Zeeland |
| 4. Zuid-Korea    |

| 1. Australië  |
| 2. Pakistan   |
| 3. Zuid-Korea |
| 4. Duitsland  |

| 1. Australië     |
| 2. Zuid-Korea    |
| 3. Pakistan      |
| 4. Nieuw-Zeeland |

| 1. Nederland     |
| 2. Australië     |
| 3. India         |
| 4. Nieuw-Zeeland |

| 1. Australië  |
| 2. Maleisië   |
| 3. India      |
| 4. Zuid-Korea |

| 1. Argentinië    |
| 2. India         |
| 3. Nieuw-Zeeland |
| 4. Pakistan      |

| 1. India         |
| 2. Maleisië      |
| 3. Nieuw-Zeeland |
| 4. Pakistan      |

| 1. India      |
| 1. Zuid-Korea |
| 3. Australië  |
| 4. Pakistan   |

| 1. Australië           |
| 2. Pakistan            |
| 3. Verenigd Koninkrijk |
| 4. Nieuw-Zeeland       |

| 1. Nieuw-Zeeland       |
| 2. Argentinië          |
| 3. India               |
| 4. Verenigd Koninkrijk |